# Творогов, Леонид Алексеевич
Леони́д Алексе́евич Творого́в (20 марта 1900 Санкт-Петербург — 28 июля 1978, Псков) — русский советский филолог, краевед, археограф, собиратель и хранитель древних рукописей, создатель древлехранилища Псковского государственного объединённого историко-архитектурного и художественного музея-заповедника.

## Биография
Родился 20 марта 1900 года в Санкт-Петербурге. В 1918 году он закончил 1-ю Петроградскую гимназию и был принят на учебу в Политехнический институт, в котором проучился один курс.
В 1923 году первый раз съездил в Псков.
Окончил Ленинградский государственный университет, затем стал работать в псковском губернском музее, описывать книжные фонды, а также собирать старинные рукописи.
В 30-е годы XX века был осуждён; впоследствии находился в Соловецком лагере, а также на поселении в Карельской АССР. Там он увлёкся исследованием произведения неизвестного автора «Слова о полку Игореве», древней литературой Севера, историей этого края и археологическими раскопками.
Во время Великой Отечественной войны проживал в Новосибирске; в 1944 году переехал на постоянное жительство в Псков, где до самой смерти работал в псковском музее-заповеднике.
Л. А. Творогов создал древлехранилище: он выделил из библиотеки псковского музея рукописные и редкие книги.
Осуществил публикацию исследований о «Слове о полку Игореве»; в исследованиях он доказывал, что именно Псков сохранил это произведение для отечественной культуры.
Л. А. Творогов является автором многочисленных краеведческих публикаций.
Умер 28 июля 1978 года. Похоронен на Орлецовском кладбище Пскова.

## Основные публикации
- Памятники старины нашего Севера и их состояние. По личным наблюдениям // Бюллетень ЛОИКФУН: Авторефераты докладов и хроника работы. – Л., 1929. – Вып. 1. – С. 5–7.
- Работа Мгинского отряда // Там же. – Вып. 2. – С. 17–21.
- Собрание образцов мгинской домотканины // Там же. – Вып. 3. – С. 19–21.
- К истории одежды и ткачества Мгинского края // Там же. – Вып. 4. – С. 20–23.
- Местные источники истории Мгинского края // Там же. – Вып. 5. – С. 24–27.
- «Слово о полку Игореве»: О списках, редакциях и первоначальном тексте. Новосибирск: Новосиб. обл. гос. изд-во, 1942. – 52 с.
- К проблеме художественного перевода текста «Слово о полку Игореве» на современный русский язык: К 150-летию со дня открытия «Слова»: Тез. докл. в Новосиб. заоч. пед. уч-ще. – Новороссийск, 1945. – С.8.
- К литературной деятельности пресвитера Спасо-Мирожского монастыря Иосифа, предполагаемого заказчика псковской копии текста «Слово о полку Игореве» XIII века / Псковский областной музей краеведения. – Псков: Облполиграфиздат, 1946. – 20 с.
- Об охране и сборе древнерусских рукописей (По поводу письма в редакцию чл.-корр. АН СССР М. Н. Тихомирова) // ВИ. – М., 1948. – № 9. – С. 135-136.
- К истории изучения «Слова о полку Игореве» в Пскове: Псковиздат, 1949. – С. 199–202.
- Новое доказательство псковского происхождения непосредственного оригинала Мусин-Пушкинского списка текста «Слово о полку Игореве». – Псков: Псковиздат, 1949. – 63 с[2].